# (2943) Heinrich
(2943) Heinrich (1933 QU) – planetoida z pasa głównego asteroid okrążająca Słońce w ciągu 3,83 lat w średniej odległości 2,45 j.a. Odkryta 25 sierpnia 1933 roku.